# مارک مولینارو
مارک مولینارو (انگلیسی: Marc Molinaro؛ زادهٔ ۱۹۷۵ (سن۴۲–۴۳)) سیاست‌مدار اهل ایالات متحده آمریکا است. او جوان‌ترین شهردار ایالات متحده آمریکا است که در سن ۱۹ سالگی شهردار شد. او عضو حزب جمهوریخواه ایالات متحده است، مولینارو قبل از این که در سال ۲۰۱۱ برای اولین بار به عنوان مدیر امور اجرایی داچس انتخاب شود در مجلس قانون‌گذاری بخش شهرستان داچس، نیویورک و بخش مجلس ایالتی نیویورک خدمت کرد.
مولینارو همچنین نامزد جمهوری‌خواه برای فرمانداری نیویورک (۲۰۱۸) است.

## زندگی‌نامه
مولینارو در سال ۱۹۷۵ در یانکرز نیویورک متولد شد. خانواده او در سال ۱۹۸۰ به بیکون، نیویورک و بعد از آن به تیوولی، نیویورک نقل مکان کردند، مولینارو سرانجام در سال ۲۰۰۱ از کامیونیتی کالج داچس فارغ‌التحصیل شد.